# Peter Atkins (Chemiker)

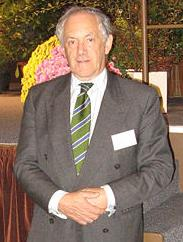
Peter Atkins (2007 in Paris)

Peter William Atkins (* 10. August 1940 in Amersham) ist ein englischer Chemiker und Physikochemiker. Er war Professor der Chemie an der University of Oxford und Fellow am dortigen Lincoln College.

## Leben
Er ist Verfasser äußerst erfolgreicher Chemielehrbücher. Besonders seine Werke „Physikalische Chemie“ und „Anorganische Chemie“ zählen mittlerweile zu den chemischen Standardwerken. Atkins ist auch der Autor einer Vielzahl von populärwissenschaftlichen Arbeiten, beispielsweise „Moleküle“ und „Galileos Finger“, sowie „Im Reich der Elemente“. Atkins als bekennender Atheist hat auch über humanistische Themen und Atheismus geschrieben und entsprechende Vorträge gehalten bzw. Diskussionen geführt, besonders über die Unverträglichkeit von Wissenschaft und Religion – in Deutschland erschien z. B. „Schöpfung ohne Schöpfer“.
Atkins studierte Chemie an der Universität von Leicester, wo er 1964 einen Ph.D. für Forschung über Elektronenspinresonanzspektroskopie erhielt. 1969 gewann er die Royal Society of Chemistry's Meldola Medal. Atkins lehrte physikalische Chemie am UCLA und später am Lincoln College, Oxford, wo er bis zu seinem Ruhestand 2007 Lehrveranstaltungen über Quantenmechanik hielt.
Atkins heiratete die Wissenschaftlerin Susan Greenfield 1990. Das Paar trennte sich 2003.

## Werke
- Im Reich der Elemente. Ein Reiseführer zu den Bausteinen der Natur. Aus dem Englischen übersetzt von Peter Ripplinger. Spektrum Akademischer Verlag, Heidelberg und Berlin 2000, ISBN 3-8274-1014-2.
- Galileos Finger. Die zehn großen Ideen der Naturwissenschaft. Aus dem Englischen von Klaus Kochmann. Klett-Cotta, Stuttgart 2006, ISBN 3-608-94125-8.
- Physikalische Chemie. 5. Auflage (zusammen mit Julio de Paula). Aus dem Englischen von Michael Bär. Wiley-VCH, 2013, ISBN 978-3-527-33247-2.
- Aus der Reihe A Very Short Introduction: 
  - Laws of Thermodynamics. Oxford University Press, Oxford 2010, ISBN 978-0-19-957219-9
  - Physical Chemistry. Oxford University Press, Oxford 2014, ISBN 978-0-19-968909-5
  - Chemistry. Oxford University Press, Oxford 2015, ISBN 978-0-19-968397-0